# James Newman
James Richard Newman er en engelsk singer-songwriter med base i London. Han er bror til John Newman.
Newman skulle have repræsenteret Storbritannien ved Eurovision Song Contest 2020 med sangen "My Last Breath". Eurovision Song Contest 2020 blev imidlertid aflyst på grund af COVID-19-pandemien.
Newman blev som kompensation valgt internt til at repræsentere Storbritannien ved Eurovision Song Contest 2021 med sangen "Embers". Sangen opnåede dog ikke et eneste point i finalen, hverken fra seerne eller fra juryerne, hvilket er første gang, siden de to grupper begyndte at uddele points seperat, at et bidrag har fået nul points fra begge grupper. Dermed kom sangen på en 26. og sidsteplads, hvilket er femte gang i historien, at Storbritannien er blevet sidst i Eurovision.